# Brückenfestival
Das Brückenfestival ist eine jährliche Open-Air-Veranstaltung in Nürnberg. Das Festival wurde im Jahr 2001 mit rund 500 Besuchern gestartet und findet regelmäßig an zwei Tagen an einem Wochenende Mitte August unter und neben der Theodor-Heuss-Brücke in Nürnberg (am Westring auf der Wiese im Landschaftsschutzgebiet Pegnitztal-West) statt. Im Jahr 2017 wurden rund 20.000 Besucher gezählt.

## Konzept
Auf zwei Bühnen wird ähnlich dem Bardentreffen ein Konzept verfolgt, das weniger bekannten Bands abseits des Mainstreams eine öffentliche Plattform bieten soll. Die Hauptbühne direkt unter der Brücke soll mit vorwiegend Rockbands jüngere Zielgruppen ansprechen, eine kleinere Zeltbühne steht für Kleinkunst und Musik anderer Genres zur Verfügung. Das Festival richtet sich nach eigenen Angaben an „ein breites, kulturoffenes Publikum“. Finanziert wird das Festival vorwiegend durch freiwillige Spenden sowie Platzmieten durch die Gastronomen und Händler, die an Ständen (unter der Brücke) und Zelten (auf dem übrigen Gelände) die Besucher mit Verpflegung und Waren versorgen. Außerdem steht das Festival zu einem kleineren Teil Sponsoren offen. Die Organisatoren sind ehrenamtlich tätig. Die Motivation entstand anfangs aus einer Unzufriedenheit mit dem Kulturangebot in Nürnberg, sowohl von offizieller Seite der Stadt, als auch dadurch, dass die großen bekannten Bands unterproportional in Nürnberg aufgetreten seien. Es sollte „aus der Musikszene heraus“ organisiert werden, aber unabhängig von einer bestimmten Szene oder von gängigen Trends den „ganz individuellen Geschmack des Veranstalterteams“ bedienen.
Das Festival versteht sich heute als Teil des Nürnberger Kultursommers.

## 2019
Das Festival fand am 9. und 10.8. statt und nutzte das neue Kürzel "Brü Brü Brü".
Es traten auf: Soft Grid, Okta Logue, Black Milk, Puts Marie, Shkoon, Emperor X, Cinemagraph, Skull Sized Kingdom und the Angelcy u. a. m.; es moderierte Bird Berlin.
Am Freitagabend musste das Fest wegen eines Unwetters abgebrochen werden, wurde am Samstag aber fortgesetzt.

## Bierchen und Bühnchen
Seit 2016 veranstaltet der Brückenfestival e.V. zusammen mit der Musikzentrale auch jährlich das Kneipen- und Musikfestival Bierchen und Bühnchen in den Stadtteilen Gostenhof und Himpfelshof, das jährlich über 5000 Besucher anzieht.

## Weiteres
An gleicher Stelle finden auch das jährliche Afrika Festival Nürnberg und das Kunstrasenfestival statt.